# Otis Davis
Otis Crandall Davis (12. července 1932 Tuscaloosa – 14. září 2024) byl americký atlet, sprinter specializující se na 400 metrů, dvojnásobný olympijský vítěz.
V mládí se věnoval košíkové, běhu na 400 metrů se začal věnovat až v 26 letech. O dva roky později v roce 1960 byl v nejlepší formě. Na olympiádě v Římě zvítězil s minimálním náskokem před Němcem Carlem Kaufmannem. Oba doběhli do cíle jako první čtvrtkaři v historii v čase pod 45 sekund – 44,9. Nový světový rekord však patřil pouze vítězi Davisovi. Spolu s kolegy (Jack Yerman, Earl Young a Glenn Davis) zvítězil také ve štafetě na 4×400 metrů ve světovém rekordu 3:02,2.